# 울학교 이티
"울학교 이티"는 대한민국의 영화이며, 2008년 9월 11일에 개봉되었다.

## 트리비아
이민호, 박보영, 문채원의 상업영화 첫 주조연작이기도 하다. 후일 굿 다운로더 행사에서 박광춘 감독은 '제작발표회때 김수로, 백성현 외에는 너무도 관심을 안 가져 주셔서 기자분들이 제가 되게 섭섭했었던 기억이 있어요. 제가 너무 화가 나가지고 기자 여러분들 제가 하정우 데뷔시킨 감독인데 여기 신인들좀 많이 관심 가져주세요'라고 이야기했던 기억이 있다며 당시 신인이던 이민호와 박보영이 이미 크게 성장할 배우라는 것을 짐작했었다고 밝혔다. 영화 검색 순위에서 상위권을 차지하며 뒤늦게 사랑을 받았는데, 아쉽게도 재개봉 계획은 없었고 그 대신 DVD 판매가 증가하는 등 인기를 끌었다.

## 줄거리
옹골찬 근육으로 다져진 특 1등급 건강인을 자부하는 천성근 (김수로), 그는 대한민국 최고의 교육열을 자랑하는 영문고의 체육선생이다. 항상 4차원 안테나를 곧추 세워 촌지 냄새를 맡고, 학생들 싸움판을 찾아내어 십만원빵을 내기 심판을 본다. 해뜨면 공 차고, 비오면 자습으로 버텨온 철밥통 체육선생 10년 생활에 일생일대의 위기가 찾아온다. 치열해지는 입시전쟁을 치르기 위해 영문고는 체육선생을 자르고 그 자리에 영어선생을 대치하려는 초강수를 두게 된다. 해고 1순위 천성근. 하늘이 무너져도 솟아날 구멍은 있다! 천성근은 10년 전 짝사랑을 따라 쟁취한 영어교사 자격증을 생각해낸다. 천성근은 이제 외계인 이티가 아닌 잉글리쉬 티처 E.T가 되어야 하는데...

## 캐스팅

### 주요 인물
- 김수로 - 천성근 역
- 이한위 - 교장, 주호식 역
- 백성현 - 백정구 역
- 박보영 - 한송이 역
- 이민호 - 오상훈 역
- 문채원 - 이은실 역
- 이찬호 - 옥기호 역
- 김성령 - 한 이사장 역

### 주변 인물
- 김형범 - 차승룡 역
- 김기방 - 먹통 역
- 박진택 - 진국 역
- 김영옥 - 성근 모 역
- 이윤건 - 병진 역
- 김병옥 - 출판사 사장 역
- 하정우 - 훈남 의사 역
- 공호석 - 최 선생 역
- 이언정 - 화학 선생 역
- 김재록 - 수학 선생 역
- 정종열 - 음악 선생 역
- 박주홍 - 생물 선생 역
- 육경삼 - 물리 선생 역
- 한수정 - 양호 선생 역
- 이찬영 - 병진 역
- 오연서 - 수진 역
- 지혜인 - 지연 역
- 장희수 - 기호 모 역
- 이용이 - 은실 모 역
- 루베이다 던포드 - 룰루 역
- 김정근 - 권투중계 아나운서 역
- 김주희 - 권투중계 해설자 역
- 강재형 - 화제집중 남자 아나운서 역
- 문지애 - 화제집중 여자 아나운서 역
- 이형권 - 교감 역
- 공호석 - 최 선생 역
- 오순태 - 조바놈 역
- 신유람 - 팬티남 역
- 서병철 - 청코치 스탭 역
- 유정호 - 영어 김 역
- 신용화 - 영어 박 역
- 최용기 - 영어 강사 역
- 안혁모 - 영업부장 역
- 홍지연 - 당구장 여대생 1 역
- 서혜원 - 당구장 여대생 2 역
- 허이슬 - 당구장 여대생 3 역
- 김민경 - 치마 1 역
- 김희령 - 치마 2 역
- 김흥태 - 시골 학교 선생님 역
- 김재근 - 시골 학교 선생님 역
- 김보현 - 시골 학교 선생님 역
- 맹봉학 - 시골 교감 역
- 최윤정 - 윤정 역
- 김성윤 - 효준 역
- 전인걸 - 경삼 역
- 김태응 - 동철 역
- 김동범 - 제동 역
- 강내균 - 내균 역
- 배준오 - 철민 역
- 민지현 - 기호 짝 역
- 유지형 - 지형 역
- 정소임 - 소임 역
- 조성환 - 불량학생 1 역
- 장근영 - 불량학생 2 역
- 박창범 - 불량학생 3 역
- 김용호 - 인터뷰 학생 1 역
- 추선미 - 인터뷰 학생 2 역
- 손민지 - 인터뷰 학생 3 역
- 김상교 - 열외학생 역
- 김시향 - 상훈 여자친구 역
- 한태광 - 의사 역
- 임주현 - 닭살 커플 남 역
- 유밀 - 닭살 커플 여 역
- 김명덕 - 정구 상대편 선수 역
- 김원진 - 심판 역
- 구원경 - 시험 학생 역
- 세닌 바실리 - 화장실 외국인 역
- 최관용 - 꽃집 아저씨 역
- 이승진 - 꽃집 아가씨 역
- 손종우 - VJ 스텝 역
- 반재윤 - VJ 스텝 역
- 윤두태 - VJ 스텝 역

## 사운드트랙
| #  | 제목                                | 작사   | 작곡   | 편곡           | 재생 시간 |
| -- | ----------------------------------- | ------ | ------ | -------------- | --------- |
| 1. | 〈참치 김치 이티〉 (김수로, 장윤정) | 박장근 | 나의현 | 나의현, 조성수 | 3:03      |